# Morgi (powiat żyrardowski)
Morgi – wieś w Polsce położona w województwie mazowieckim, w powiecie żyrardowskim, w gminie Wiskitki. Ma status sołectwa. Przez wieś przebiega droga krajowa nr 50 Sochaczew-Żyrardów.
W latach 1975–1998 miejscowość należała administracyjnie do województwa skierniewickiego.